# The Battle Cats
The Battle Cats és un videojoc d'estretegia per a mòbil desenvolupat per PONOS i es troba disponible tant en iOS com en Android.
El joc va sortir per primera vegada el novembre de 2011 a l'App Store per a iOS i rebia el nom de "Battle Nekos", el joc va sortir per a Android el desembre d'aquell mateix any.
El joc ha anat rebent moltes modificacions, està disponible per a mòbils des de setembre de 2014, disponible a Nintentdo 3DS des de juny de 2016 i disponible a Nintendo Switch i ordinador des de desembre de 2018.

## Crítiques
The Battle Cats va rebre unes crítiques generalment positives CJ Andriessen de Destructoid li va donar al joc un 7 sobre 10 i va escriure: "The Battle Cats és un joc que és tan divertit com estrany.